# 杰西·阿尼尔
休·杰西·阿尼尔（英語：Hugh Jesse Arnelle，1933年12月30日—2020年10月21日），美国NBA联盟职业篮球运动员。他在1955年的NBA选秀中第2轮第13顺位被韦恩堡活塞选中。